# 특이적 반응
생물학에서 특이적 반응은 반응에 참여하는 물질들이 서로에 대해서만 반응을 일으킨다는 의미이다. 일반적으로는 특정 효소 A와, A에 의해 영향을 받는 기질 S가 있을 때, A는 S만을 기질로 이용하고, S는 A에 의해서만 변화될 때 특이적 반응이라고 한다. 그러나 정확히 1대 1 대응만을 의미하는 것은 아니고, 효소가 아무런 기질과 반응을 일으키지 않는다는 것을 의미한다. 